# Pseudochorisodontium hokinense
Pseudochorisodontium hokinense är en bladmossart som beskrevs av Gao Chien, Vitt, Fu Xing in Gao Chien, Crosby och Si He 1999. Pseudochorisodontium hokinense ingår i släktet Pseudochorisodontium och familjen Dicranaceae. Inga underarter finns listade i Catalogue of Life.